# Đội trẻ Manchester United F.C. mùa bóng 2017–18
Đội U23 Manchester United (hay còn gọi: Đội dự bị Manchester United) là đội trẻ cấp độ cao nhất của câu lạc bộ bóng đá Manchester United, Đội bóng chơi ở giải Premier League 2 dành cho cầu thủ dưới U23 tuổi. Tại giải đấu, mỗi đội cho phép đăng ký ba cầu thủ và một thủ môn trên 23 tuổi trong mỗi trận đấu. Đội U23 United thi đấu trên sân nhà Leigh Sports Village vào lúc 19h00 trừ khi có sự thay đổi.
Đội U18 Manchester United (hay còn gọi: Đội Học viện Manchester United) là đội trẻ cấp độ thứ hai của câu lạc bộ bóng đá Manchester United, Đội bóng chơi ở cấp độ 1 thuộc hệ thống giải Professional Development League dành cho cầu thủ dưới U18 tuổi. Tại giải đấu này, Thủ môn được phép sử dụng đến 19 tuổi. Đội U18 Manchester United cũng tham gia vào giải FA Youth Cup. Sân Trung tâm huấn luyện AON là nơi đội Học viện tham dự các trận đấu vào lúc 11h00. Ngoài ra, họ cũng tham dự Cúp bóng đá quốc tế Ngoại hạng Anh.

## Đội U23 United

### Giao hữu trước và trong mùa giải 2017-2018
Đội dự bị Manchester United hay còn gọi là U23 Manchester United đã trở lại Trung tâm huấn luyện Trafford để tập luyện chuẩn bị cho mùa giải mới. Trong khi đội một của Huấn luyện viên Jose Mourinho tới Mỹ để tham dự Tour 2017 do hãng AON tài trợ, còn đội dự bị và đội Học viện sẽ di chuyển tới một trại huấn luyện tại Áo. Ricky Sbragia được bổ nhiệm làm huấn luyện viên đội U23 tuổi vào ngày 7 tháng 7 năm 2017.
| Thời gian                | Đối thủ         | H/A                   | Tỷ số Bt-Bb | Cầu thủ ghi bàn        | Số lượng khán giả |
| ------------------------ | --------------- | --------------------- | ----------- | ---------------------- | ----------------- |
| Ngày 19 tháng 7 năm 2017 | Salford City    | Moor Lane             | 2-2         | Gribbin 67', Scott 81' |                   |
| Ngày 19 tháng 7 năm 2017 | Oldham Athletic | Sportsdirect.com Park | 1-0         | Gribbin 77'            |                   |

### Premier League 2 mùa 2017-2018
Tính đến ngày 10 tháng 1 năm 2018
| Thời gian             | Vòng đấu | Đối thủ               | H/A                               | Tỷ số Bt-Bb | Cầu thủ ghi bàn       | Số lượng khán giả |
| --------------------- | -------- | --------------------- | --------------------------------- | ----------- | --------------------- | ----------------- |
| 14 tháng 8, năm 2017  | Vòng 1   | U23 Leicester City    | Belvoir Drive Training Ground     | 1–0         | Mitchell 62'          |                   |
| 21 tháng 8, năm 2017  | Vòng 2   | U23 Swansea City      | Leigh Sports Village              | 1–1         | Boonen 79'            | 2,136             |
| 24 tháng 8, năm 2017  | Vòng 3   | U23 Tottenham         | Lamex Stadium, Stevenage          | 0–3         |                       |                   |
| 9 tháng 9, năm 2017   | Vòng 4   | U23 Arsenal           | Leigh Sports Village              | 0–2         |                       |                   |
| 19 tháng 9, năm 2017  | Vòng 5   | U23 Chelsea           | EBB Stadium                       | 2–2         | Kehinde 38, Wilson 56 |                   |
| 23 tháng 9, năm 2017  | Vòng 6   | U23 Derby             | Leigh Sports Village              | 1–2         | Buffonge 58'          |                   |
| 15 tháng 10, năm 2017 | Vòng 7   | U23 West Ham United   | London Studium, London            | 2–4         | Mitchell 2',35'       |                   |
| 24 tháng 10, năm 2017 | Vòng 8   | U23 Liverpool         | Leigh Sports Village              | 1–3         | Wilson 61'            | 4557              |
| 29 tháng 10, năm 2017 | Vòng 9   | U23 Sunderland        | Eppleton Colliery Welfare Ground  | 1–0         | Mitchell 49 (pen)     |                   |
| 19 tháng 11, năm 2017 | Vòng 10  | U23 Man City          | Leigh Sports Village              | 1–1         | Wilson 21             |                   |
| 28 tháng 11, năm 2017 | Vòng 11  | U23 Everton           | Merseyrail Community Stadium      | 0–0         |                       |                   |
| 12 tháng 12, năm 2017 | Vòng 12  | U23 Swansea City      | Landore Training Centre, Swansea  | –           |                       |                   |
| 18 tháng 12, năm 2017 | Vòng 13  | U23 Leicester City    | Leigh Sports Village              | 1–1         | Gribbin 6             |                   |
| 8 tháng 1, năm 2018   | Vòng 14  | U23 West Ham United   | Leigh Sports Village              | 0–3         | Luca Ercolani         |                   |
| 16 tháng 1, năm 2018  | Vòng 15  | U23 Arsenal           | Meadow Park, Borehamwood          | –           |                       |                   |
| 30 tháng 1, năm 2018  | Vòng 16  | U23 Tottenham Hotspur | Old Trafford                      | –           |                       |                   |
| 4 tháng 2, năm 2018   | Vòng 17  | U23 Derby County      | Pride Park Stadium, Derby         | –           |                       |                   |
| 17 tháng 2, năm 2018  | Vòng 18  | U23 Chelsea           | Leigh Sports Village              | –           |                       |                   |
| 3 tháng 3, năm 2018   | Vòng 19  | U23 Sunderland        | Old Trafford                      | –           |                       |                   |
| 10 tháng 3, năm 2018  | Vòng 20  | U23 Liverpool         | Anfield                           | –           |                       |                   |
| 14 tháng 4, năm 2018  | Vòng 21  | U23 Manchester City   | City Football Academy, Manchester | –           |                       |                   |
| 21 tháng 4, năm 2018  | Vòng 22  | U23 Everton           | Old Trafford                      | –           |                       |                   |

### Premier League International Cup 2017-18
| Đội               | Tr | T | H | B | BT | BB | HS | Đ |
| ----------------- | -- | - | - | - | -- | -- | -- | - |
| Manchester United | 3  | 3 | 0 | 0 | 6  | 2  | +4 | 9 |
| Swansea City      | 3  | 1 | 0 | 2 | 7  | 4  | +3 | 3 |
| Athletic Bilbao   | 3  | 1 | 0 | 2 | 4  | 4  | 0  | 3 |
| Celtic            | 3  | 1 | 0 | 2 | 2  | 9  | −7 | 3 |

| Thời gian             | Vòng đấu    | Đối thủ       | H/A                  | Tỷ số Bt-Bb | Cầu thủ ghi bàn        | Số lượng khán giả |
| --------------------- | ----------- | ------------- | -------------------- | ----------- | ---------------------- | ----------------- |
| 4 tháng 11, năm 2017  | Vòng bảng   | Swansea City  | Leigh Sports Village | 2–1         | Wilson 59' (Pen), 67'  | 1009              |
| 15 tháng 11, năm 2017 | Vòng bảng   | Athletic Club | Leigh Sports Village | 2–1         | Wilson 47, Hamilton 82 |                   |
| 2 tháng 12, năm 2017  | Vòng bảng   | Celtic        | Leigh Sports Village | 2–0         | Wilson 28,82           |                   |
| 27 tháng 2 năm 2018   | Vòng tứ kết | Villarreal    | Leigh Sports Village | 0–2         |                        |                   |

## Đội U18 United

### Giao hữu trước và trong mùa giải 2017-2018
| Thời gian            | Đối thủ             | H/A                     | Tỷ số Bt-Bb | Cầu thủ ghi bàn                                                         | Số lượng khán giả |
| -------------------- | ------------------- | ----------------------- | ----------- | ----------------------------------------------------------------------- | ----------------- |
| 27 tháng 7 năm 2017  | U18 Lincoln City    | Sincil Bank             | 2–0         | Brandon Williams, Millen Baars                                          | 2,240             |
| 6 tháng 10 năm 2017  | U18 Leicester City  | Nanpantan Sports Ground | 1–1         | Brandon Williams 29'                                                    | 252               |
| 20 tháng 12 năm 2017 | U17 Birmingham City | Leigh Sports Village    | 6–0         | Galbraith 14, McGhee 39, Traore 45, Elanga 48, Puigmal 72, Greenwood 77 |                   |

### SuperCupNI/Milk Cup
| Thời gian           | Đối thủ              | H/A                    | Tỷ số Bt-Bb | Cầu thủ ghi bàn   | Số lượng khán giả |
| ------------------- | -------------------- | ---------------------- | ----------- | ----------------- | ----------------- |
| 22 tháng 7 năm 2017 | U18 Northern Ireland | Showgrounds, Coleraine | 1–0         | Nishan Burkart 9' | 2,000             |

### Otten Cup
Danh sách đội hình U18 United tham dự giải Cúp Otten 2017 tại Học viện bóng đá PSV gồm:  Ilias Moutha-Sebtaoui, James Thompson;  Dishon Bernard, Max Dunne, Luca Ercolani, Ethan Laird, Lee O’Connor, Harry Spratt, Brandon Williams; Aidan Barlow, Anthony Elanga, Jimmy Garner, Dylan Levitt, Teden Mengi, Dion McGhee; Millen Baars, D’Mani Bughail-Mellor, Nishan Burkart, Mason Greenwood. Giải đấu này do Huấn luyện viên Kieran McKenna dẫn dắt và U18 United nằm ở bảng A cùng với các đội: Cruzeiro EC, Borussia Mönchengladbach và Internazionale.
| Thời gian          | Vòng đấu         | Đối thủ                  | H/A         | Tỷ số Bt-Bb | Cầu thủ ghi bàn                      | Số lượng khán giả |
| ------------------ | ---------------- | ------------------------ | ----------- | ----------- | ------------------------------------ | ----------------- |
| 4 tháng 8 năm 2017 | Vòng bảng (A)    | Cruzeiro EC              | De Herdgang | 2–0         | Nishan Burkart 38', Lee O`Connor 60' |                   |
| 5 tháng 8 năm 2017 | Vòng bảng (A)    | Internazionale           | De Herdgang | 0–3         |                                      |                   |
| 5 tháng 8 năm 2017 | Vòng bảng (A)    | Borussia Mönchengladbach | De Herdgang | 0–1         |                                      |                   |
| 6 tháng 8 năm 2017 | Tranh vị trí 5/6 | RSC Anderlecht           | De Herdgang | 0–2         |                                      |                   |

### U18 Premier League 2017-18
Tính đến ngày 10 tháng 1 năm 2018
| Thời gian            | Vòng đấu | Đối thủ                     | H/A                              | Tỷ số Bt-Bb | Cầu thủ ghi bàn                                                 | Số lượng khán giả |
| -------------------- | -------- | --------------------------- | -------------------------------- | ----------- | --------------------------------------------------------------- | ----------------- |
| 19 tháng 8 năm 2017  | Vòng 1   | U18 West Brom               | WBA Training Ground              | 2-4         | Barlow pen 71', Baars 89'                                       |                   |
| 25 tháng 8 năm 2017  | Vòng 2   | U18 Stoke City              | The Cliff                        | 2-1         | Barlow 42', Burkart 46'                                         |                   |
| 9 tháng 9 năm 2017   | Vòng 3   | U18 Derby                   | Derby County Training Centre     | 2-0         | Gomes 26', Burkart 59'                                          |                   |
| 23 tháng 9 năm 2017  | Vòng 4   | U18 Newcastle United        | The Cliff                        | 1-1         | Puigmal 61'                                                     |                   |
| 29 tháng 9 năm 2017  | Vòng 5   | U18 Everton                 | Finch Farm                       | 1-1         | Ramazani 61'                                                    |                   |
| 14 tháng 10 năm 2017 | Vòng 6   | U18 Wolverhampton Wanderers | Aon Training Complex             | 6-1         | Levitt 8', Burkart 29', Barlow 37' (pen), Greenwood 16',40',64' |                   |
| 21 tháng 10 năm 2017 | Vòng 7   | U18 Middlesbrough           | Aon Training Complex             | 6-2         | O’Connor 16', 90', Burkart 31', 35', Barlow 73', Levitt 82'     |                   |
| 28 tháng 10 năm 2017 | Vòng 8   | U18 Sunderland              | Aon Training Complex             | 2-1         | Barlow 64', Greenwood 72'                                       |                   |
| 18 tháng 11 năm 2017 | Vòng 9   | U18 Blackburn Rovers        | Brockhall Village                | 4-1         | Gomes 36, 74, Carter o.g. 53, Mellor 78; Connell 84             |                   |
| 25 tháng 11 năm 2017 | Vòng 10  | U18 Manchester City         | City Football Academy            | 1-4         | Chong 5                                                         |                   |
| 9 tháng 12 năm 2017  | Vòng 11  | U18 Liverpool               | The Cliff Training Ground        | 2-2         | Mellor 11, Puigmal 90+4                                         |                   |
| 6 tháng 1 năm 2018   | Vòng 12  | U18 West Brom               | Aon Training Complex             |             |                                                                 |                   |
| 13 tháng 1 năm 2018  | Vòng 13  | U18 Sunderland              | Sunderland Training Ground       |             |                                                                 |                   |
| 20 tháng 1 năm 2018  | Vòng 14  | U18 Stoke                   | Clayton Wood                     |             |                                                                 |                   |
| 3 tháng 2 năm 2018   | Vòng 15  | U18 Derby                   | Aon Training Complex             |             |                                                                 |                   |
| 10 tháng 2 năm 2018  | Vòng 16  | U18 Newcastle               | Newcastle Academy                |             |                                                                 |                   |
| 24 tháng 2 năm 2018  | Vòng 17  | U18 Everton                 | Aon Training Complex             |             |                                                                 |                   |
| 3 tháng 3 năm 2018   | Vòng 18  | U18 Wolves                  | Sir Jack Hayward Training Ground |             |                                                                 |                   |
| 17 tháng 3 năm 2018  | Vòng 19  | U18 Blackburn               | Aon Training Complex             |             |                                                                 |                   |
| 7 tháng 4 năm 2018   | Vòng 20  | U18 Middlesbrough           | MFC Training Ground              |             |                                                                 |                   |
| 14 tháng 4 năm 2018  | Vòng 21  | U18 Man City                | Aon Training Complex             |             |                                                                 |                   |
| 20 tháng 4 năm 2018  | Vòng 22  | U18 Liverpool               | The Academy, Kirkby              |             |                                                                 |                   |

### U18 Premier League Cup 2017-18
Tính đến ngày 2 tháng 12 năm 2017
U18 United nằm ở bảng F cùng với các đội U18 Wolverhampton Wanderers, U18 Arsenal và U18 Stoke City. Mỗi đội thi đấu 3 trận ở vòng bảng. Đội xếp thứ nhất sẽ giành quyền vào vòng đấu loại trực tiếp.
| XH | Đội                         | Tr | T | H | T | BT | BB | HS | Đ | Lên hay xuống hạng |
| -- | --------------------------- | -- | - | - | - | -- | -- | -- | - | ------------------ |
| 1  | U18 Arsenal                 | 3  | 2 | 0 | 1 | 11 | 8  | +3 | 6 |                    |
| 2  | U18 Wolverhampton Wanderers | 3  | 2 | 0 | 1 | 6  | 6  | 0  | 6 |                    |
| 3  | U18 Manchester United       | 3  | 1 | 0 | 2 | 6  | 7  | −1 | 3 |                    |
| 4  | U18 Stoke City              | 3  | 1 | 0 | 2 | 3  | 5  | −2 | 3 |                    |

| Thời gian           | Vòng đấu      | Đối thủ                     | H/A                     | Tỷ số Bt-Bb | Cầu thủ ghi bàn                                      | Số lượng khán giả |
| ------------------- | ------------- | --------------------------- | ----------------------- | ----------- | ---------------------------------------------------- | ----------------- |
| 16 tháng 9 năm 2017 | Vòng bảng (F) | U18 Arsenal                 | The Cliff               | 4-3         | Burkart 48', Bughail-Mellor 68', Gomes (83',89' pen) |                   |
| 5 tháng 11 năm 2017 | Vòng bảng (F) | U18 Stoke City              | Clayton Wood, Stoke     | 0-1         |                                                      |                   |
| 2 tháng 12 năm 2017 | Vòng bảng (F) | U18 Wolverhampton Wanderers | New Bucks Head, Telford | 2-3         | Mellor 72, Greenwood 88                              |                   |

### FA Youth Cup 2017/18
| Thời gian            | Vòng đấu | Đối thủ          | H/A        | Tỷ số Bt-Bb | Cầu thủ ghi bàn     | Số lượng khán giả |
| -------------------- | -------- | ---------------- | ---------- | ----------- | ------------------- | ----------------- |
| 13 tháng 12 năm 2017 | Vòng 3   | U18 Derby County | Pride Park | 2-2 (1-3)   | Chong 13, Barlow 57 |                   |

## Giải khác

### UEFA Youth League 2017–18
U19 Manchester United tham dự giải bóng đá UEFA Youth League 2017–18 ở bảng A cùng với các đội U19 Basel, U19 CSKA Moscow và U19 Benfica. Vòng bảng diễn ra từ ngày 12 tháng 9 đến ngày 5 tháng 12 năm 2017.
| VT | Đội               | ST | T | H | B | BT | BB | HS | Đ  | Giành quyền tham dự |
| -- | ----------------- | -- | - | - | - | -- | -- | -- | -- | ------------------- |
| 1  | Basel             | 6  | 3 | 2 | 1 | 14 | 11 | +3 | 11 | vòng 1/16           |
| 2  | Manchester United | 6  | 3 | 2 | 1 | 11 | 9  | +2 | 11 | Play-off            |
| 3  | Benfica           | 6  | 1 | 4 | 1 | 10 | 8  | +2 | 7  |                     |
| 4  | CSKA Moscow       | 6  | 1 | 0 | 5 | 8  | 15 | −7 | 3  |                     |

| Thời gian            | Vòng đấu      | Đối thủ     | H/A                             | Tỷ số Bt-Bb | Cầu thủ ghi bàn                                         | Số lượng khán giả |
| -------------------- | ------------- | ----------- | ------------------------------- | ----------- | ------------------------------------------------------- | ----------------- |
| 12 tháng 9 năm 2017  | Vòng bảng     | Basel FC    | Leigh Sports Village            | 4–3         | Barlow 5', Boonen 50', Gomes 57' (pen), Bohui 62' (pen) |                   |
| 27 tháng 9 năm 2017  | Vòng bảng     | CSKA Moscow | Oktyabr Stadium                 | 2–1         | Barlow 8', Gomes 38'                                    |                   |
| 18 tháng 10 năm 2017 | Vòng bảng     | Benfica     | Caixa Futebol Campus            | 2–2         | Bohui 70'(pen) 89'                                      |                   |
| 31 tháng 10 năm 2017 | Vòng bảng     | Benfica     | Leigh Sports Village            | 1–1         | Ethan Hamilton 3'                                       | 742               |
| 22 tháng 11 năm 2017 | Vòng bảng     | Basel       | Leichtathletik Stadion          | 1–2         | Warren 70                                               |                   |
| 5 tháng 12 năm 2017  | Vòng bảng     | CSKA Moscow | Leigh Sports Village            | 1–0         | Bohui 13 (pen)                                          |                   |
| 7 tháng 2 năm 2018   | Vòng play-off | FK Brodarac | Sân vận động Voždovac, Belgrade | –           |                                                         |                   |

### SuperCupNI
Đội U14 United tham dự giải SuperCupNI 2017 tại Bắc Ireland ở cấp độ Junior. Nhưng chỉ xếp thứ 8 ở nhóm Globe.
| Thời gian           | Vòng đấu      | Đối thủ            | H/A                      | Tỷ số Bt-Bb | Cầu thủ ghi bàn | Số lượng khán giả |
| ------------------- | ------------- | ------------------ | ------------------------ | ----------- | --------------- | ----------------- |
| 24 tháng 7 năm 2017 | Vòng xếp hạng | Colina             | Seahaven, Portstewart    | 3–0         |                 |                   |
| 25 tháng 7 năm 2017 | Vòng xếp hạng | Co Fermanagh       | Showgrounds, Ballymena   | 4–2         |                 |                   |
| 26 tháng 7 năm 2017 | Vòng xếp hạng | Southampton        | Showgrounds, Coleraine   | 0–2         |                 |                   |
| 27 tháng 7 năm 2017 | Vòng xếp hạng | Co Armagh          | Showgrounds, Coleraine   | 1–0         |                 |                   |
| 28 tháng 7 năm 2017 | Vòng xếp hạng | Chivas Guadalajara | Anderson Park, Coleraine | 0–4         |                 |                   |

### Cúp Sparkasse & VGH
Các cầu thủ trẻ thuộc Học viện Manchester United sẽ thi đấu lần đầu tiên trong năm mới ở Cúp Sparkasse & VGH ở nước Đức. Giải đấu này dành cho cầu thủ dưới 19 tuổi và được tổ chức từ ngày 4 đến ngày 7 tháng 1 năm 2018. Danh sách cầu thủ tham dự của U19 United, thực chất là cầu thủ U17 United: Jacob Carney, Jimmy Thompson; Di'Shon Bernard, Ethan Laird, Brandon Williams; Ethan Galbraith, Jimmy Garner, Dylan Levitt, Dion McGhee, Arnau Puigmal; Mason Greenwood, D'Mani Mellor, Largie Ramazani. U17 United năm cùng bảng với TuSpo Petershütte, FC Gleichen, JFV Rhume/Oder, JSG Radolfshausen/Eichsfe, FC Schalke 04 và Hannover 96. Manchester United đã giành được Sparkasse & VGH Cup trong năm thứ hai liên tiếp ở Đức, bất chấp cử đội hình U17 tham dự kém hơn 2 tuổi so với quy định của giải đấu.
| Thời gian          | Vòng đấu       | Đối thủ                     | H/A             | Tỷ số Bt-Bb | Cầu thủ ghi bàn |
| ------------------ | -------------- | --------------------------- | --------------- | ----------- | --------------- |
| 5 tháng 1 năm 2018 | Vòng bảng      | TuSpo Petershütte           | Sparkasse & VGH | 5-0         |                 |
| 6 tháng 1 năm 2017 | Vòng bảng      | FC Gleichen                 | Sparkasse & VGH | 7-0         |                 |
| 6 tháng 1 năm 2017 | Vòng bảng      | JFV Rhume/Oder              | Sparkasse & VGH | 6-0         |                 |
| 6 tháng 1 năm 2018 | Vòng bảng      | JSG Radolfshausen/Eichsfeld | Sparkasse & VGH | 8-0         |                 |
| 6 tháng 1 năm 2018 | Vòng bảng      | FC Schalke 04               | Sparkasse & VGH | 2-1         |                 |
| 6 tháng 1 năm 2018 | Vòng bảng      | Hannover 96                 | Sparkasse & VGH | 5-2         |                 |
| 7 tháng 1 năm 2018 | Vòng 7         | Eintracht Braunschweig      | Sparkasse & VGH | 2-1         |                 |
| 7 tháng 1 năm 2018 | Vòng 8         | Eintracht Frankfurt         | Sparkasse & VGH | 3-1         |                 |
| 7 tháng 1 năm 2018 | Vòng tứ kết    | 1.FSV Mainz 05              | Sparkasse & VGH | 5-2         |                 |
| 7 tháng 1 năm 2018 | Vòng bán kết   | Fulham                      | Sparkasse & VGH | 2-0         |                 |
| 7 tháng 1 năm 2018 | Trận chung kết | Austria Vienna              | Sparkasse & VGH | 1-1 (4-3)   | D’Mani Mellor   |

### Dallas Cup 2018
Huấn luyện viên Kieran McKenna sẽ dẫn dắt U18 United tham dự giải đấu Dallas Cup 2018 vào nhóm Gordon Jago Super Group. Các cầuthur trẻ sẽ thi đấu tại Texas từ ngày 25 tháng 3 đến ngày 1 tháng 4 năm 2018.